# Arrondissement de Rügen
L’arrondissement de Rügen est un ancien arrondissement (Landkreis en allemand) de Mecklembourg-Poméranie-Occidentale (Allemagne) qui a fusionné le 4 septembre 2011 pour devenir l'arrondissement de Poméranie-Occidentale-Rügen. 95 % de sa surface était constituée de l'île de Rügen.
Son chef lieu était Bergen auf Rügen.

## Villes, communes et communautés d'administration
(nombre d'habitants en 2006)
Amtsfreie Gemeinden
- Binz (5 430)
- Putbus, Stadt (4 768)
- Sassnitz, Stadt (10 747)

Ämter mit amtsangehörigen Gemeinden und Städten
- Sitz der Amtsverwaltung

| - 1. Amt Bergen auf Rügen (de) 1. Bergen auf Rügen, Stadt * (14 430) 2. Buschvitz (235) 3. Garz/Rügen, Stadt (2 567) 4. Gustow (654) 5. Lietzow (300) 6. Parchtitz (823) 7. Patzig (522) 8. Poseritz (1 154) 9. Ralswiek (304) 10. Rappin (353) 11. Sehlen (961) 12. Thesenvitz (416) | - 2. Amt Mönchgut-Granitz (de) 1. Baabe * (895) 2. Gager (411) 3. Göhren (1 278) 4. Lancken-Granitz (403) 5. Middelhagen (605) 6. Sellin (Rügen) (2 410) 7. Thiessow (453) 8. Zirkow (710) - 3. Amt Nord-Rügen (de) 1. Altenkirchen (1 065) 2. Breege (793) 3. Dranske (1 321) 4. Glowe (1 040) 5. Lohme (566) 6. Putgarten (289) 7. Sagard (Rügen) * (2 749) 8. Wiek (1 231) | - 4. Amt West-Rügen (de) 1. Altefähr (1 261) 2. Dreschvitz (821) 3. Gingst (1 432) 4. Insel Hiddensee (1 077) 5. Kluis (440) 6. Neuenkirchen (391) 7. Rambin (1 042) 8. Samtens * (2 087) 9. Schaprode (530) 10. Trent (820) 11. Ummanz (de) (675) |

## Administrateurs de l'arrondissement
- 1818–1836 J. von Engeström
- 1838–1841 von Kathen
- 1841–1856 von der Lancken
- 1856–1868 Wilhelm von Platen (de)
- 1873–1880 Axel Eggert von Usedom (de)
- 1880–1886 Rudolf von Reiswitz (de)
- 1886–1896 Victor von Koerber (de)
- 1896–1903 Joachim von Lattorff (de)
- 1903–1918 Hans Jaspar von Maltzahn (de)
- 1921–1933 Richard Milenz
- 1933–1934 Gottfried von Bismarck-Schönhausen
- 1934–1936 Schiedlausky
- 1936–1945 Hermann Weißenborn
- 1945–1948 Arno Hübner (de)
- 1993–2001 Karin Timmel (de)
- 2001–2011 Kerstin Kassner (de)

## Personnalités liées à l'arrondissement
- Hans Delbrück (1848-1929), historien né à Bergen en Rügen